# Иерархия жанров

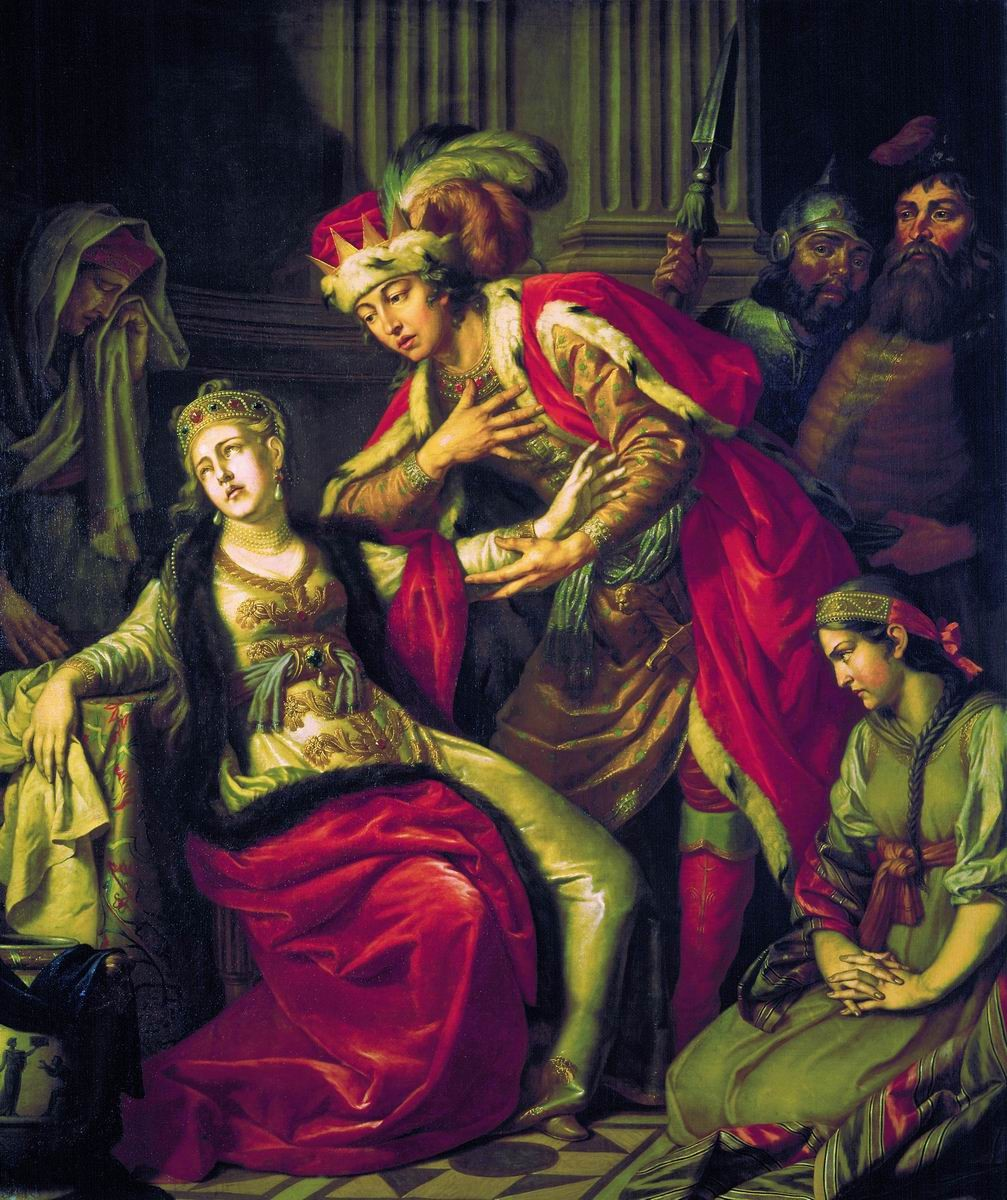
А. Лосенко. «Владимир и Рогнеда», 1770 — ранний российский пример высокого жанра

Иерархия жанров, высокие и низкие роды живописи — систематизация различных жанров изобразительного искусства по их значимости.
Наиболее известной являлась иерархия жанров живописи, созданная французской Академией изящных искусств в период классицизма. Главными жанрами считались (по убыванию): историческая живопись, портрет, бытовой жанр, пейзаж и натюрморт. Данная иерархия на протяжении XVII—XIX веков была основополагающей для академической живописи. В качестве бунта против неё во 2-й половине XIX века возникли движения передвижников (Россия), импрессионистов (Франция) и прерафаэлитов (Англия).

## Академическая иерархия жанров
Классицистическая теория жанровой иерархии была сформулирована в 1669 году Андре Фелибьеном, историографом, архитектором и теоретиком французского классицизма, секретарем Французской академии, в своем предисловии к курсу лекций, прочитанным студентам.
Этой системы, иногда чуть её варьируя, придерживались все художественные академии Европы (Париж, Рим, Флоренция, Лондон, Берлин, Вена, Санкт-Петербург и проч.).

### Высокий и низкий жанр
1. Grand genre (Высокий жанр): так называемая Историческая живопись:
  1. Включала картины не только на историческую тематику, но и на аллегорический религиозный, мифологический, исторический, литературный сюжет. Эти полотна воплощали интерпретацию жизни и событий, основываясь на определённом моральном или интеллектуальном посыле.
2. Petit genre (scènes de genre, Низкий жанр): сцены из повседневной жизни:
  1. Портрет[2]
  2. Бытовой жанр (устар.: жанровая живопись)
  3. Пейзаж
  4. Морской пейзаж
  5. Анималистическая живопись
  6. Натюрморт
    1. С дичью, рыбой и прочими животными
    2. С цветами и фруктами

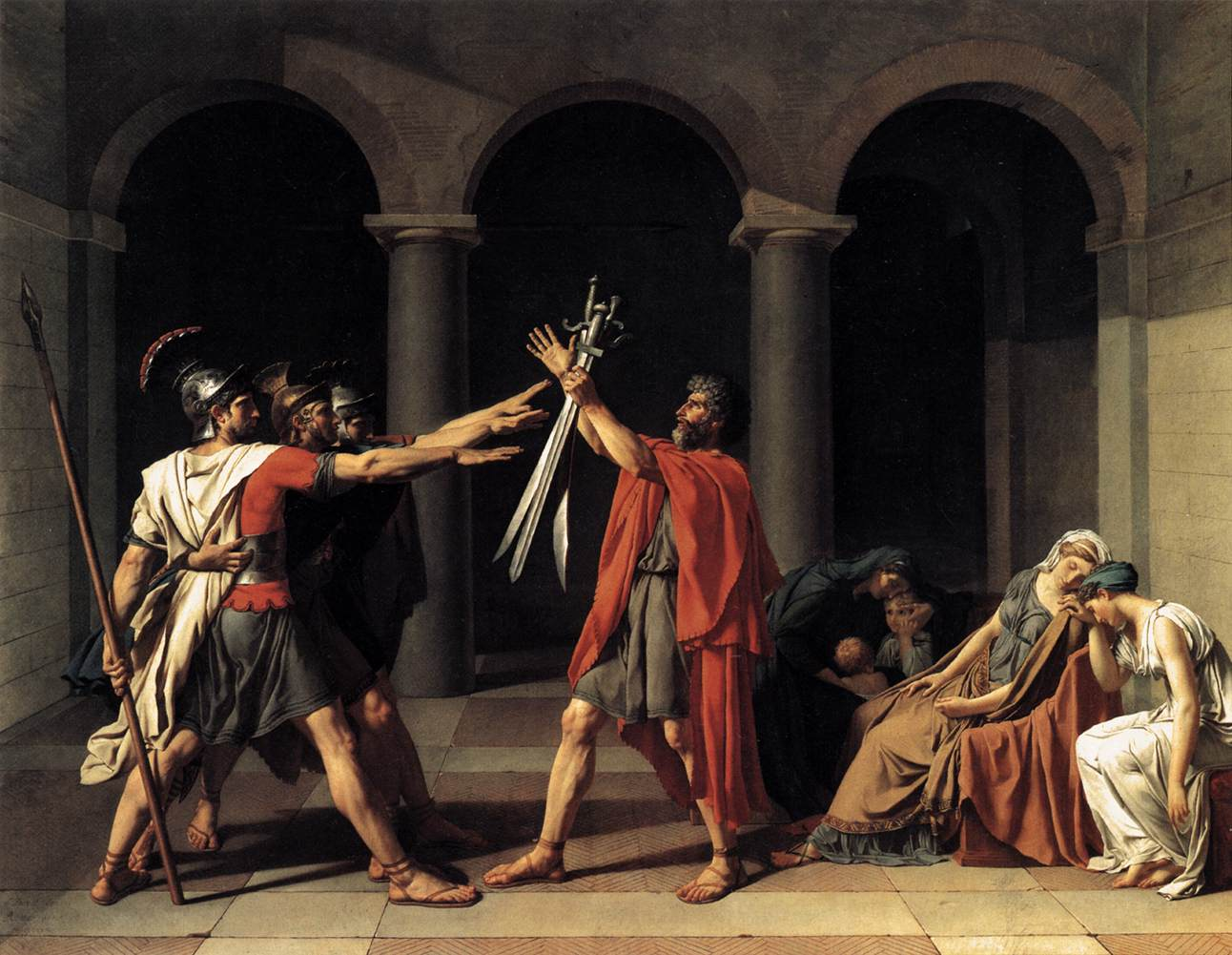
Жак-Луи Давид. «Клятва Горациев», 1784 — зрелый французский пример высокого жанра
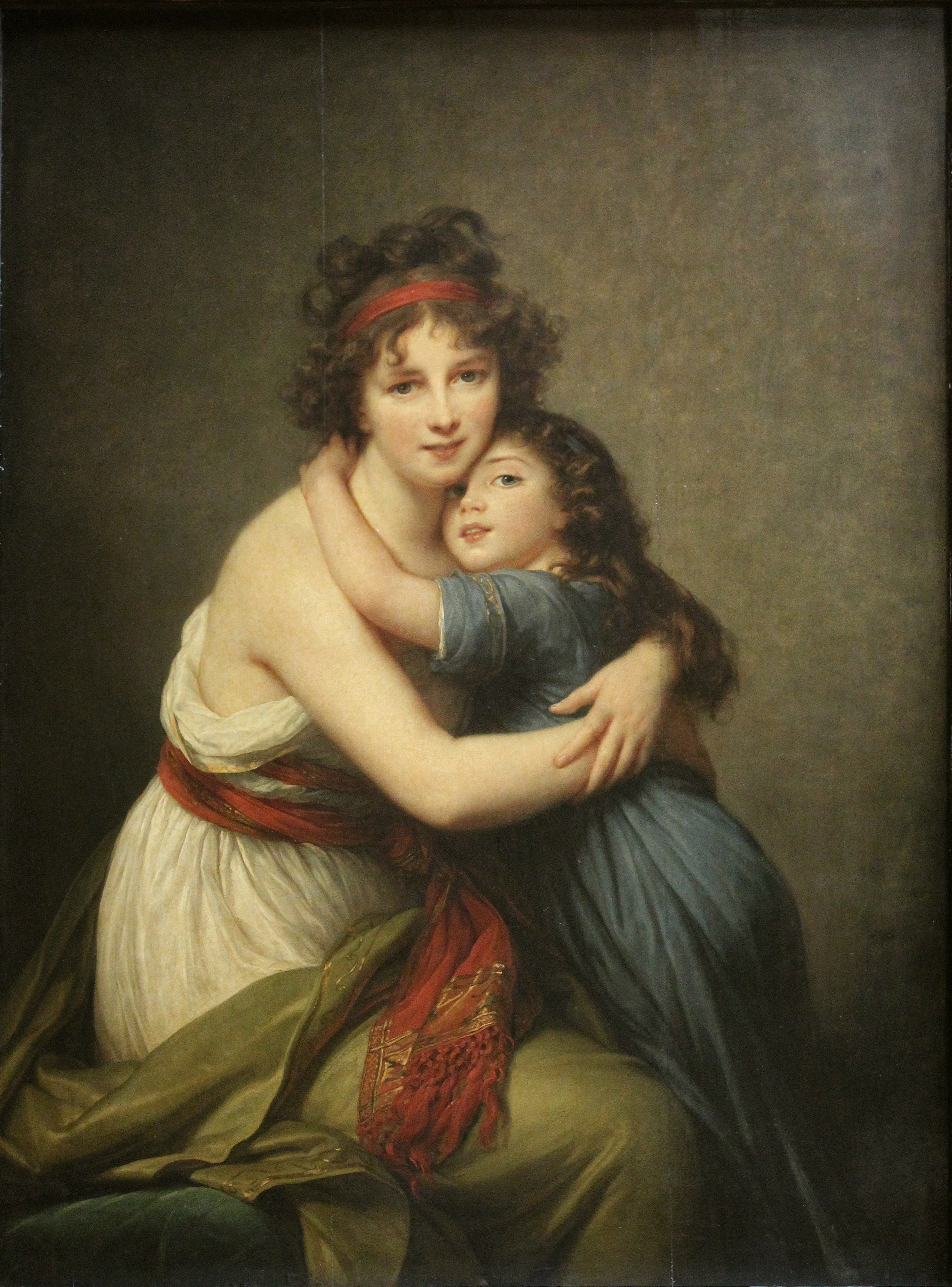
Элизабет Виже-Лебрен. «Автопортрет художницы с дочерью», 1789
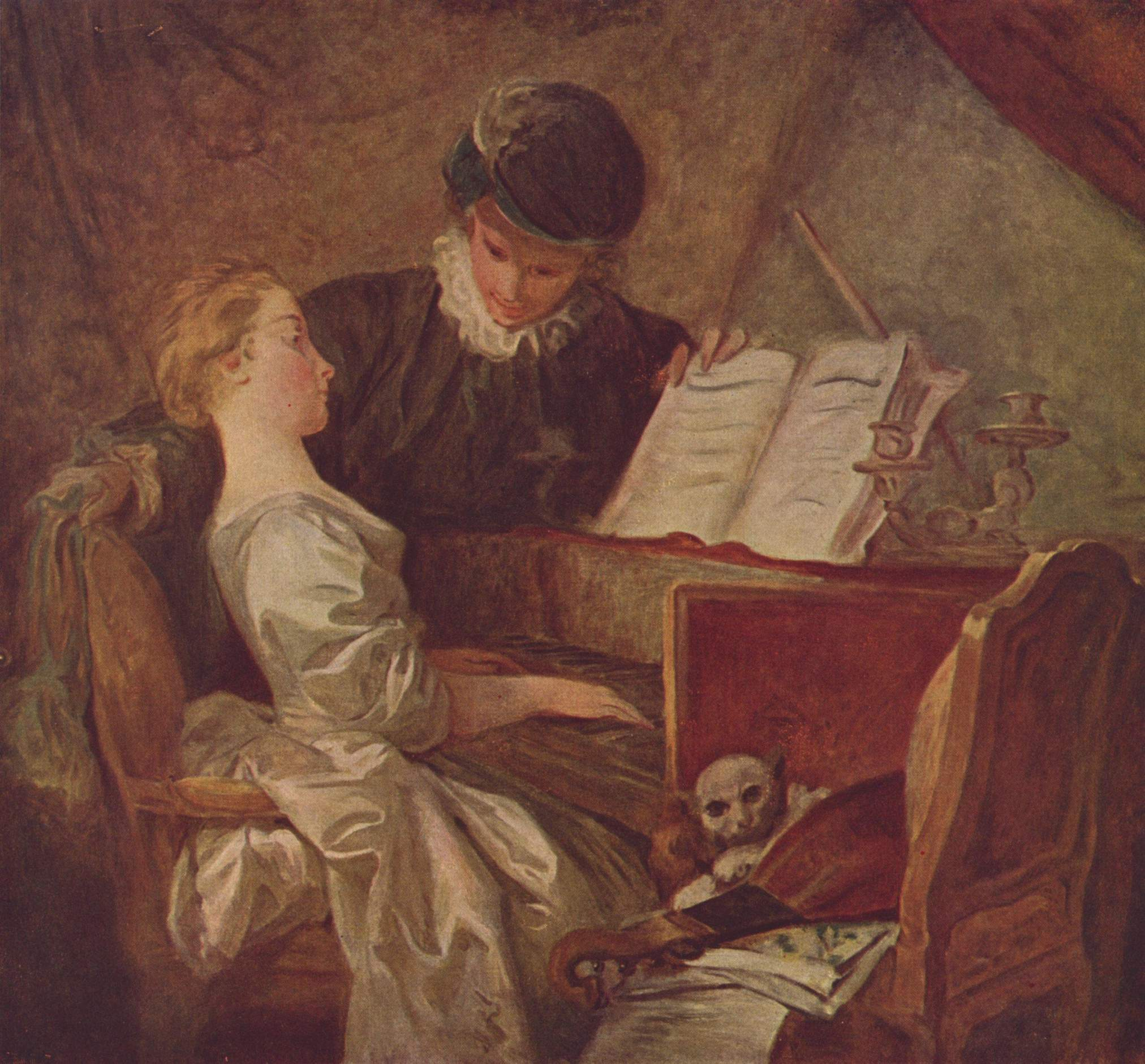
Фрагонар. «Урок музыки», 1769
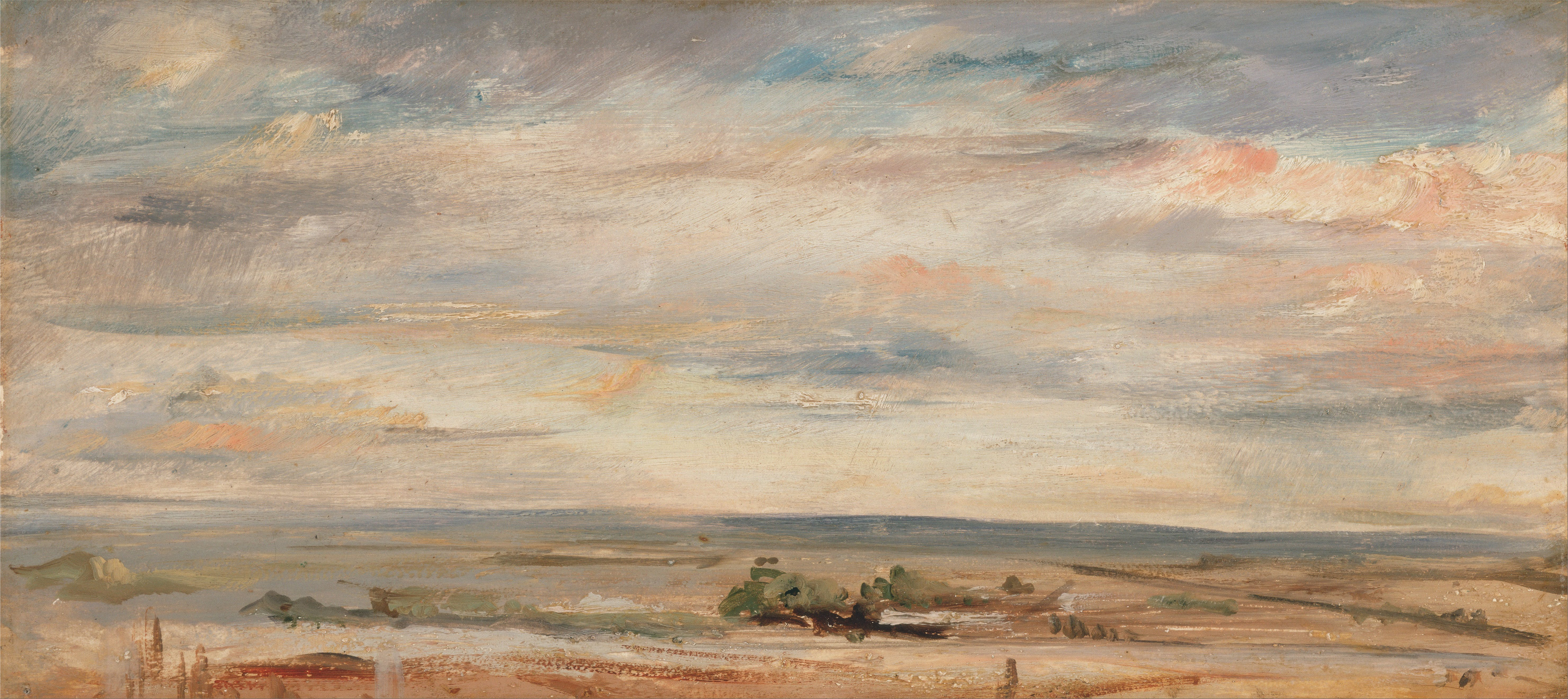
Джон Констебл. «Этюд с облаками. Весеннее утро». 1821
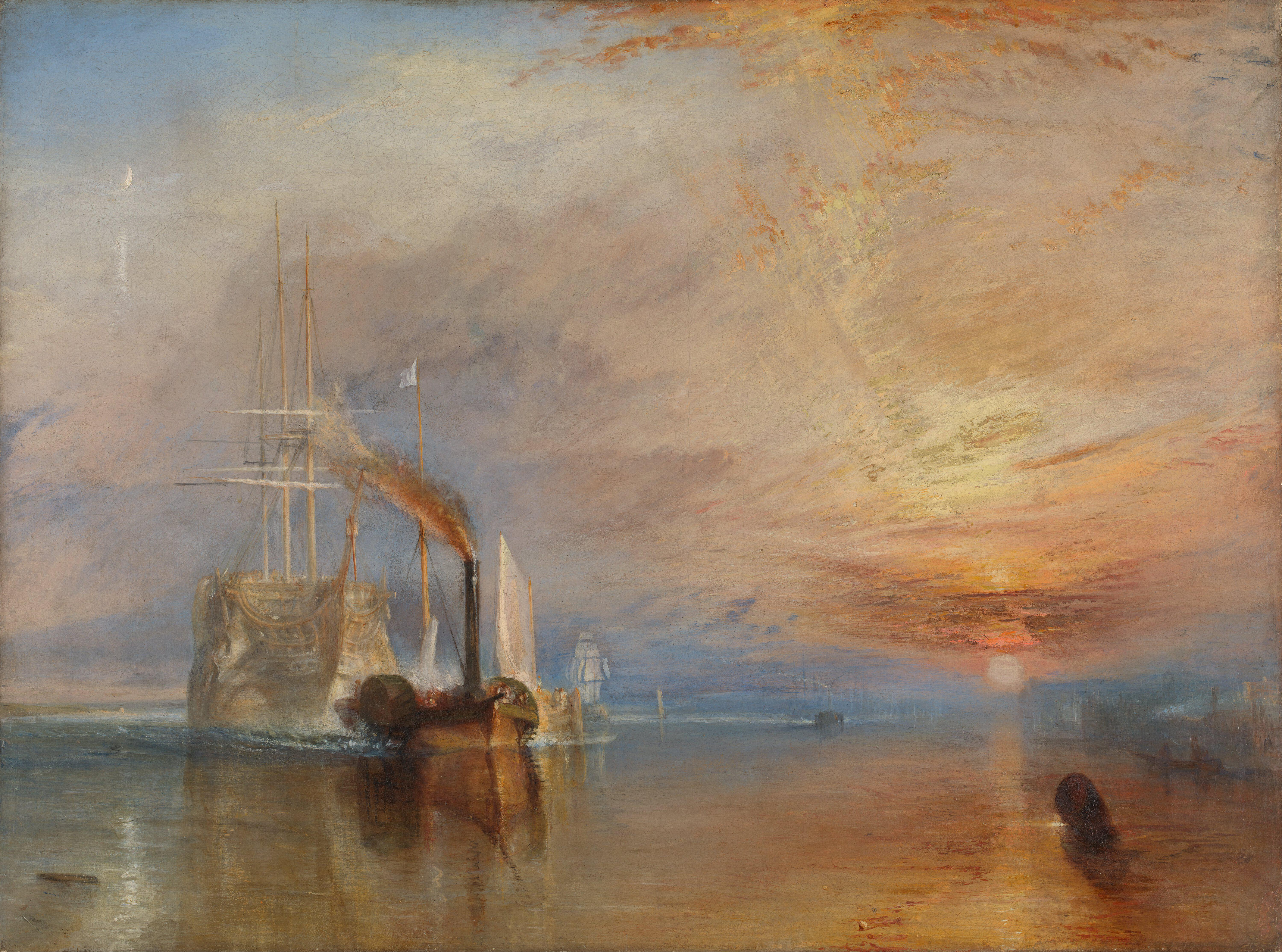
Уильям Тёрнер, «Последний рейс корабля «Отважный»», 1839
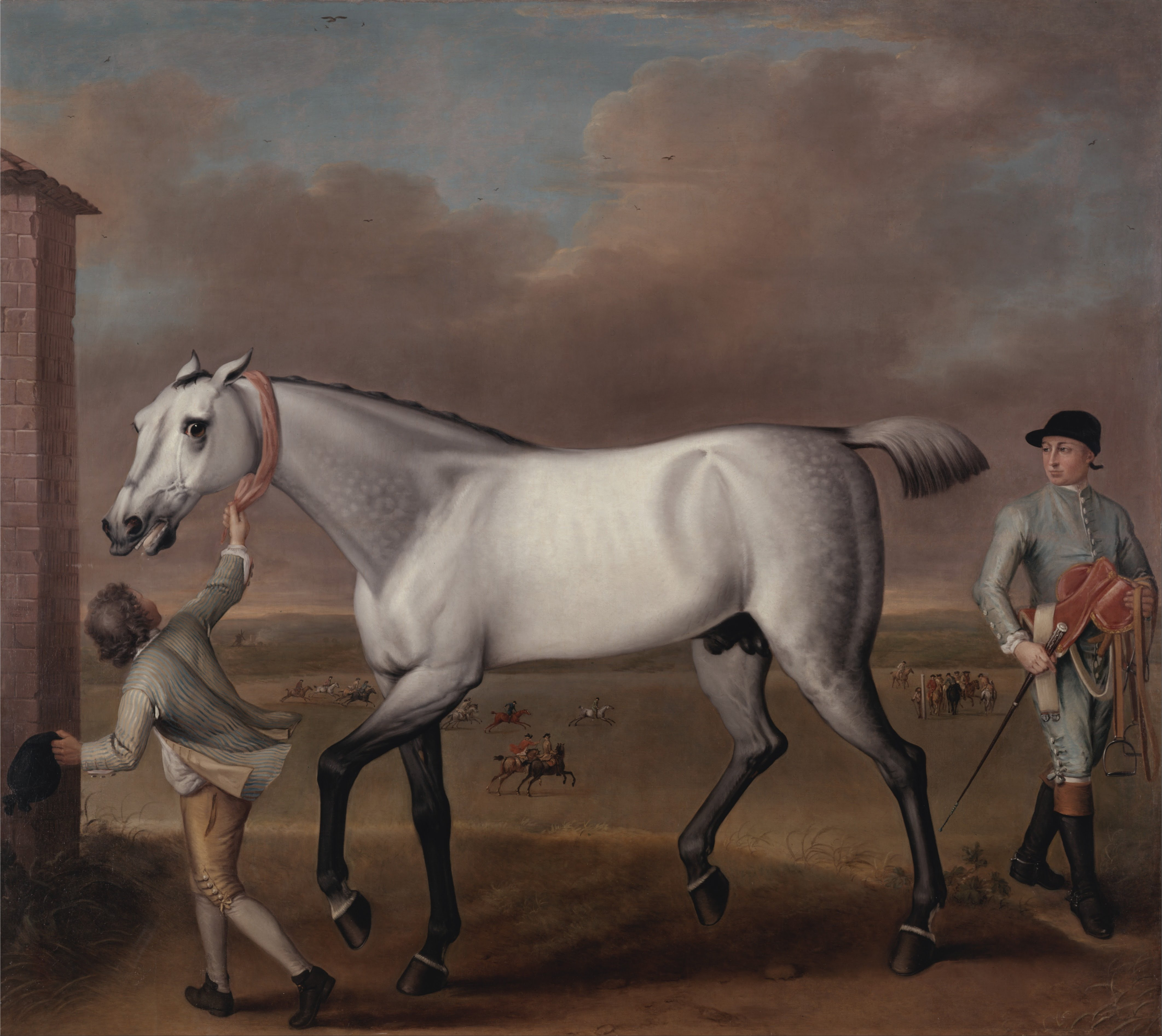
Джон Вуттон. «Гончий жеребец герцога Гамильтонского Победоносный в Ньюмаркете», около 1725
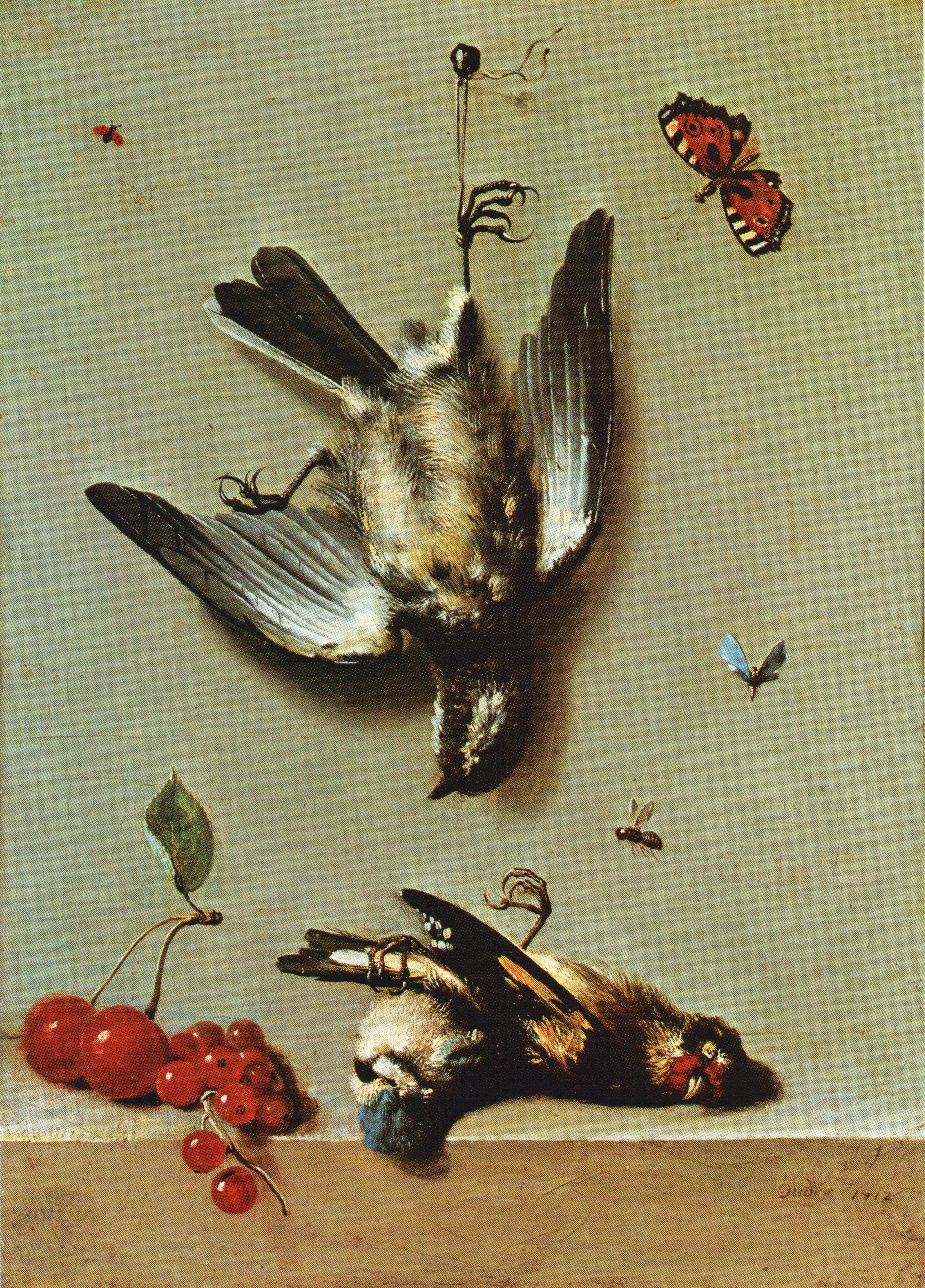
Жан Батист Обри. «Натюрморт с битой птицей и вишнями», 1712
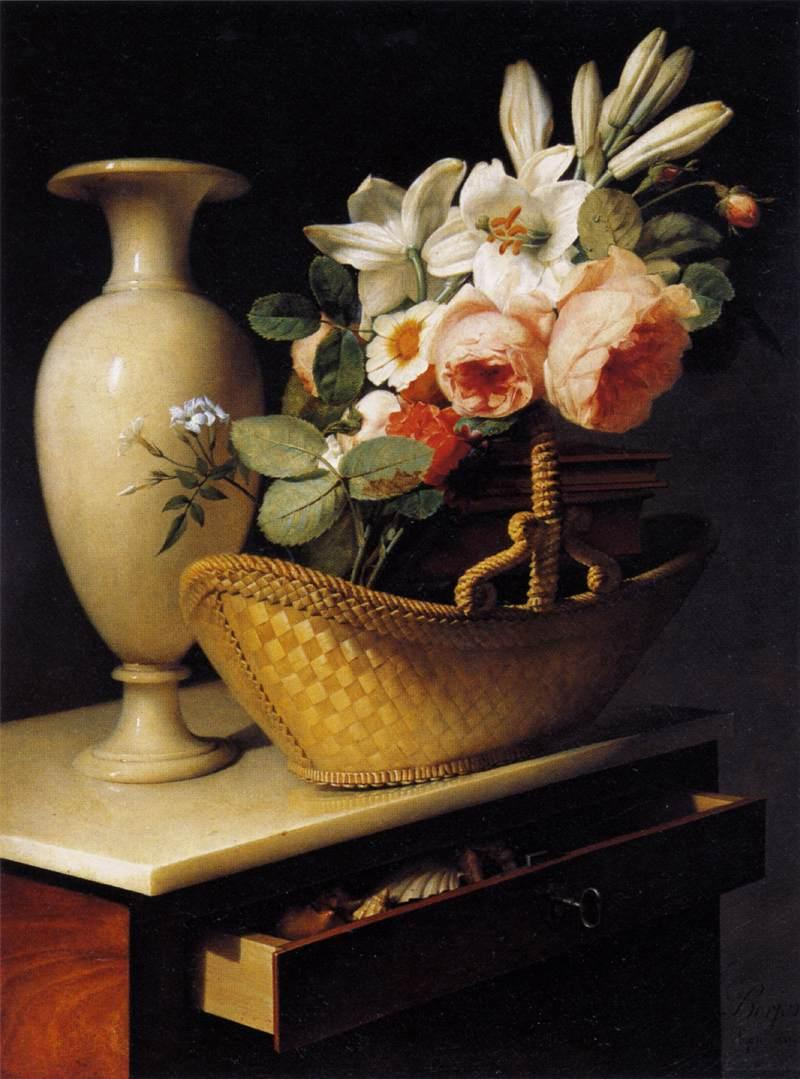
Антуан Бержон. «Натюрморт с корзиной цветов», 1812

В 1667 году иерархию «канонизировал» секретарь французской Академии Андре Фелибьен:
Тот, кто изрядно пишет пейзажи, стоит выше пишущего единственно фрукты, цветы и раковины. Тот, кто пишет живых животных, ценится больше, чем рисующие лишь мёртвые и неподвижные вещи; и коль скоро образ человеческий есть самое совершенное творение Бога на Земле, столь же несомненно, что тот, кто становится подражателем Божиим, изображая человеческий образ, делается превосходнее всех других… Художник, делающий лишь портреты, ещё не достиг того высокого совершенства Искусства и не может претендовать на честь, которую получают наиболее умелые. Для того потребно ему перейти от единственной фигуры к представлению купно нескольких; должно обратиться к истории и баснословиям древних; надобно представить великие дела, подобно историкам, или предметы приятные, подобно Поэтам, и поднимаясь ещё выше, при помощи композиций Аллегорических надлежит уметь скрывать под покровом баснословия добродетели величайших мужей и возвышеннейшие из таинств.
1. Цветочной с фруктами и насекомыми.
2. Звериной с птицами и дворовыми скотами.
3. Ландшафтной.
4. Портретной.
5. Баталической.
6. Исторический домашний.
7. Перспективный.
8. Исторический больший, заключающий в себе все историческия деяния.

В России эта систематизация была пересказана Иваном Устряловым в его руководстве для учащихся Академии художеств.
Иерархии жанров соответствовала иерархия размеров: большой формат — для исторической живописи, маленький — для бытовой.

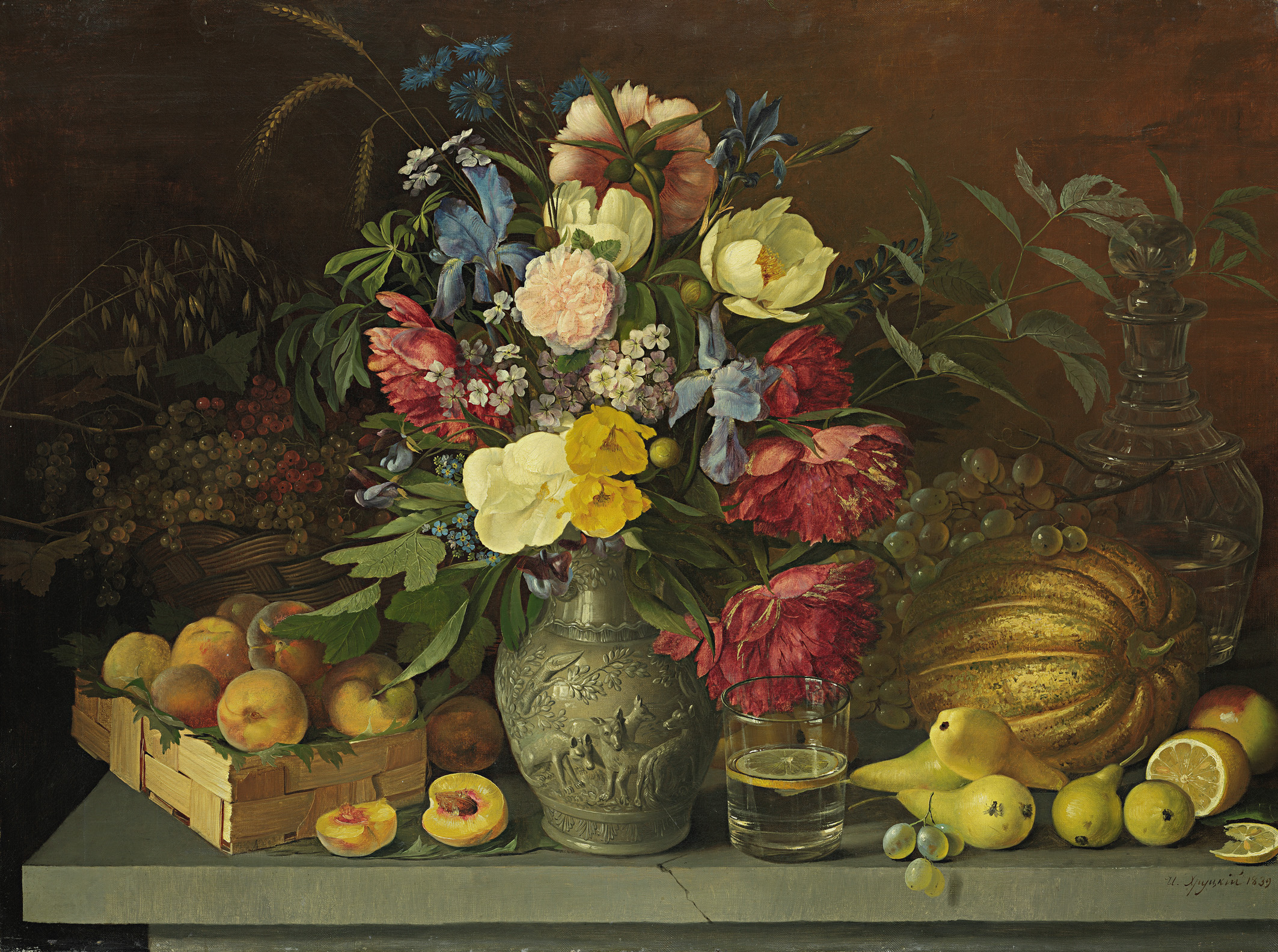
Хруцкий. «Цветы и плоды», 1839
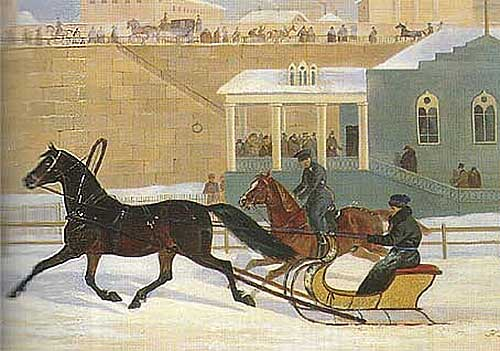
Н. Сверчков, «Лошадь в беговых санях с седоком»
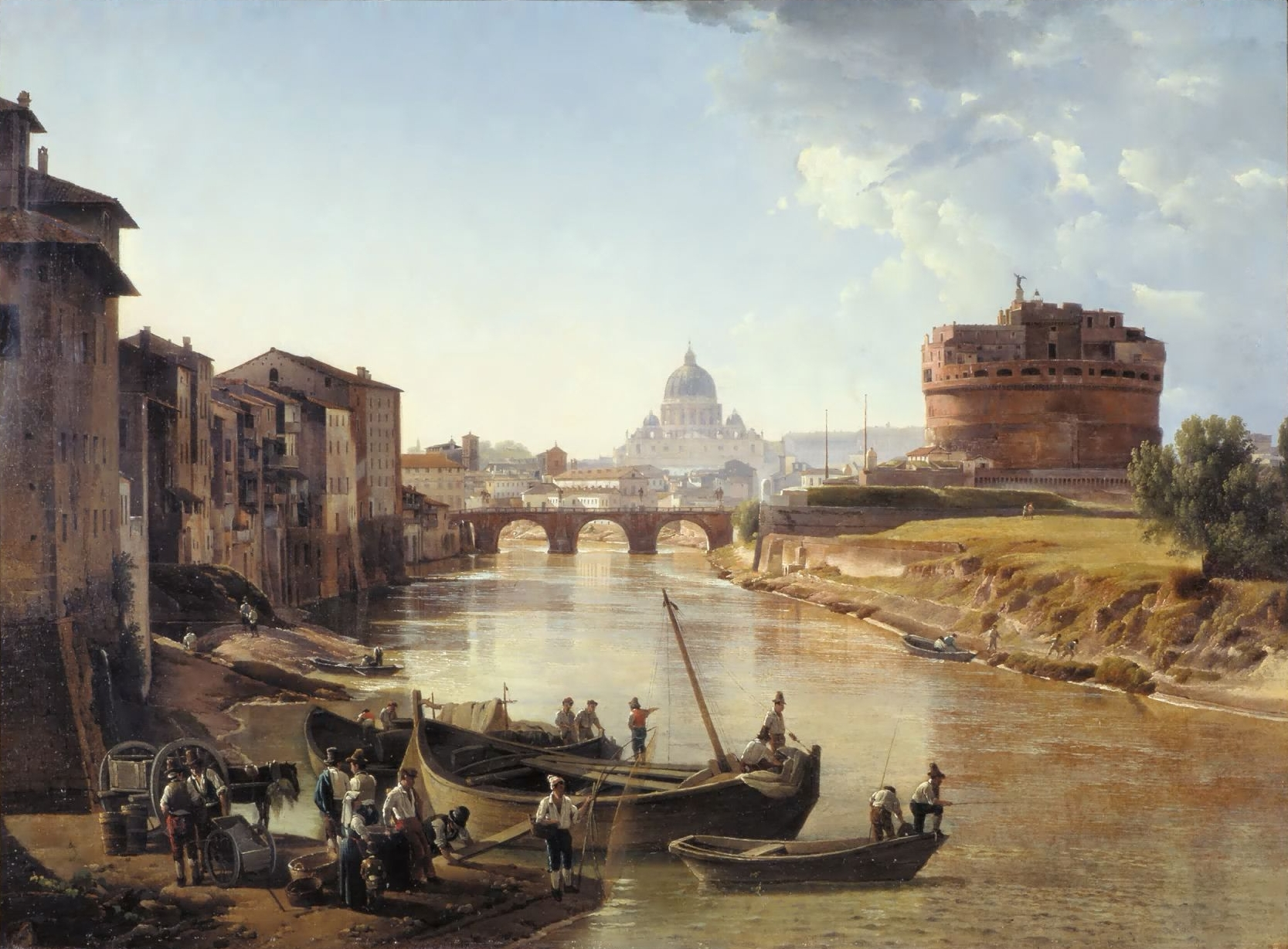
С. Щедрин.  «Новый Рим. Замок Святого Ангела». 1823/25
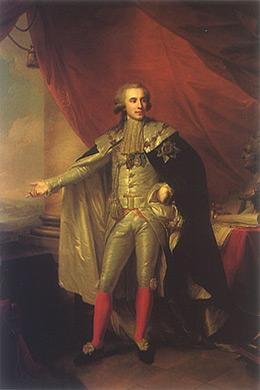
И. Лампи. «Портрет Платона Зубова», 1796
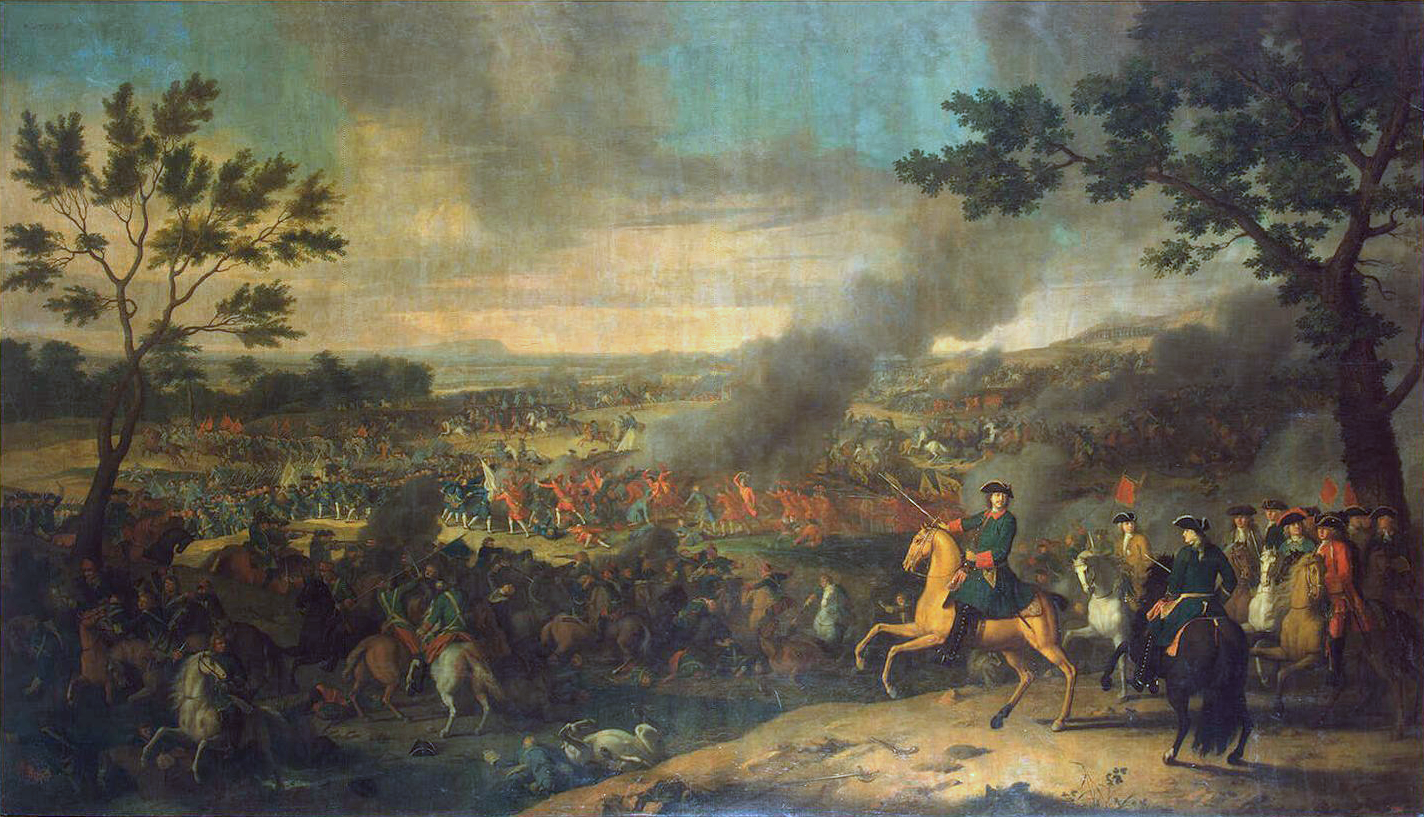
Л. Каравак. «Полтавская битва», 1709

### Толкование
Согласно академической концепции, «жанровые» картины стояли на низшей ступени, поскольку они являлись просто повествующим, запечатляющим искусством, без какой-то попытки морали и назидательности. Эта жанровая живопись, пусть и совершенная по стилю и рисунку, хвалилась только за умение, изобретательность и даже юмор, но никогда не считалась высоким искусством.
Современная жизнь — современные события, манеры, одежда, внешний вид — считались несовместимым с высоким стилем, и лишь идеализированное прошлое могло служить подходящей, благородной и уместной темой. (Соответственно, обычное тело тоже не служило предметом изображения — рисовали лишь по-античному прекрасные, идеальные тела).
Теоретики академического искусства считали, что эта иерархия была оправдана, поскольку она отражала присущую возможность морального воздействия для каждого из жанров. Так, например, художник намного эффектнее донесёт мораль через историческое полотно, затем портрет или жанровую живопись, чем через пейзаж или натюрморт. Кроме того, мастера античности и ренессанса считали, что высшей формой искусства является изображение человеческой фигуры. Таким образом, пейзаж или натюрморт, где человека не изображали, действительно является более «низкой» формой жанра. Наконец, система академической иерархии отображает потенциальную стоимость каждого из полотен: крупная историческая живопись является наиболее подходящим и удобным жанром для государственного заказа, далее портрет, бытовой жанр и пейзаж — а натюрморты, как правило, мелки и выполняются для личных интерьеров.

### Причины
А. Карев пишет: «Осознание жанрового разнообразия живописи как свойства культуры Нового времени в условиях века Просвещения было, в известной степени, аналогом тяготения к энциклопедическому познанию, а значит и столь же многоаспектному познанию мира. Рост специализации без утраты универсализма вообще является драгоценной чертой этого времени, что позволяло одновременно увидеть малое и большое, особенное и всеобщее и, наконец, человеческое и божественное. Неповторимая точка зрения на тот или иной объект нисколько не противоречила общему образу вселенной, хотя к нему напрямую и не апеллировала, как это было в эпоху барокко. Интерес к слитной многогранности бытия сменяется вниманием к отдельным её граням, обладающим самостоятельной красотой и соответственно — ценностью. [Российская] Академия художеств не могла не отреагировать на эти процесс и, не дожидаясь появления соответствующих запросов в среде заказчиков, открывала один за одним классы, в которых обучали особенностям работы в том или ином жанре».

### Воздействие
Эта иерархическая система, основанная на традициях греческого и римского искусства, подытоженных в ходе итальянского Возрождения, была использована академиями в качестве основы для присуждения премий и стипендий, а также системы развески на публичных выставках (Салонах). Она также оказывала значительное влияние на предполагаемую стоимость произведений искусства.
Французская академия имела конкурсы Grand и Petits Prix соответственно по двум направлениям. Таким образом, самые высокие призы априори доставались произведениям в историческом жанре — практика, которая вызвал много недовольства среди студентов. Эта негибкая иерархия вызывала много недовольства среди известных художников, что со временем привело к подрыву авторитета академий. Кроме того, ради престижа некоторые живописцы совершали попытки писать грандиозные исторические полотна, что получалось не у всех. Если художник обладал даром скорее портретиста, чем исторического живописца, то неудача могла нанести ему душевную травму.

### Портрет
Любопытно угнетённое место портрета в данной иерархии. В обзоре Салона 1791 года можно было прочесть: «Исторический живописец, который должен подражать природе во всех её аспектах, должен уметь написать портреты. Однако портрет не может считаться самостоятельным жанром».
Катрмер де Кенси, один из самых влиятельных теоретиков классицизма, считал жанр портрета настолько низким, что даже не удостаивал его специального внимания: «Нет ничего более ограниченного, чем удовольствие, которое получаешь от созерцания портрета. Если отбросить в сторону тот интерес, который придают портрету личные или общественные привязанности и талант художника, то совершенно очевидно, что разум и воображение почти не участвуют в такого рода подражании». Получаемое от портрета удовольствие не может сравниться с эстетическим наслаждением, достижение которого является целью изящных искусств. Портрет показывает то, что существует в действительности, в то время как «большое искусство с помощью того, что есть, должно изображать то, чего реально не существует, должно показывать идеал».
Критики, впрочем, допускали неизбежность существования исторического портрета, который, по их глубокому убеждению, может быть создан только историческим живописцем. «Именно они, исторические живописцы, могут написать настоящий портрет». Об исторических портретах нередко пишут в обзорах выставок, подчас их рассматривают сразу же за исторической картиной. О портретах же частных лиц (которых с каждым годом становилось всё больше) предпочитают не упоминать или просто перечисляют их по названиям, никак не комментируя. Понимание портрета как некоего дополнения к исторической картине было весьма распространено. Об этом писали не только известные приверженцы классицизма Катрмер де Кенси, Делеклюз, но и критики следующего поколения, чьи эстетические воззрения отличались большей гибкостью, например Г. Планш.

### Поджанры и попытки найти выход

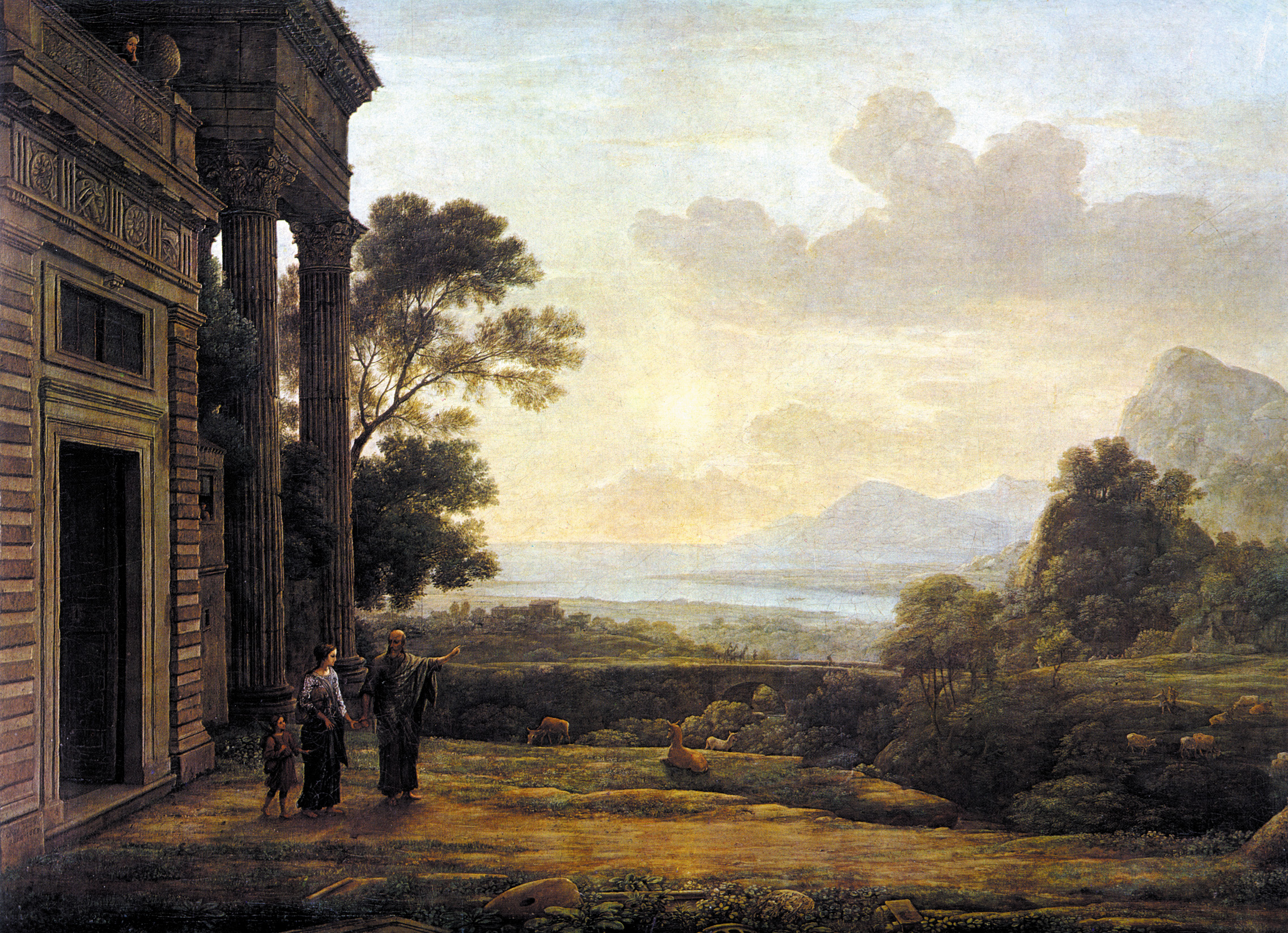
Клод Лоррен. «Изгнание Агари», 1668

Хотя европейские академии, как правило, строго настаивали на этой иерархии, некоторые художники оказывались способными изобретать поджанры, благодаря чему поднимались в этой иерархии наверх:
- Джошуа Рейнольдс создал стиль портретов, называемый им Grand Manner, в котором он льстил своим моделям, изображая их в качестве мифологических персонажей.
- Антуан Ватто изобрел Fêtes galantes — сценки развлечений придворных, которых он помещал в ландшафт Аркадии. Таким образом, картина с «пастушками» приобретала аллегорический и поэтический смысл, что её с точки зрения академиков облагораживало.
- Клод Лоррен практиковался в жанре, называемом «Идеальный пейзаж», где полотно в основном наполнял пейзаж, который дополнялся не очень заметными мифическими или библейскими фигурами. Он был так искусен в сочетании пейзажа и исторической живописи, что тем самым его «легализировал». Таким образом, появился «Исторический пейзаж», который получил официальное признание во Французской Академии, когда в 1817 году за этот жанр был учреждён Prix de Rome.
- Жан-Батист Шарден писал натюрморты, которые благодаря выбранным предметам воспринимались как аллегорические полотна.

### Дальнейшая история
До середины XIX века женщинам не разрешалось обращаться к исторической живописи, поскольку они не были допущены к заключительному этапу обучению в Академиях — обнажённой натуре, так как это нарушало правила приличия. Женщины могли работать в Petit genre — писать портреты, натюрморты и тому подобное, а также копировать старых мастеров, скульптуру и гравюру.
К концу XIX художники и критики начали бороться против правил Французской Академии, а также утверждать, что оценка этих жанров в истории искусства является неправильной. Появившиеся новые художественные течения — реализм, а позже импрессионизм, были заинтересованы в изображении повседневной жизни и текущего момента. «Иго» было сброшено.
В настоящий момент потомками ценятся именно полотна низкого жанра, в особенности, портреты и сценки из жизни, в то время как академическая историческая живопись в большинстве случаев кажется скучной и незанимательной.

## В литературе
Соответственно возвышенным этическим идеям, эстетика классицизма устанавливала иерархию литературных жанров:
- «высоких» (трагедия, эпопея, ода, история, мифология, религиозная картина и т. д.)
- «низких» (комедия, сатира, басня, жанровая картина и т. д.).